# Nigel Benn
Nigel Benn (* 22. Januar 1964 in Ilford, London, England) ist ein ehemaliger britischer Boxer, der unter seinem Kampfnamen „The Dark Destroyer“ bekannt wurde. Er war Weltmeister der WBO im Mittelgewicht sowie Weltmeister der WBC im Supermittelgewicht.

## Karriere
Er startete seine Karriere als erfolgreicher Amateurboxer. Seine Bilanz beträgt 41 Siege bei nur einer einzigen Niederlage. Diese erlitt er gegen den vierfachen Englischen Meister und Olympiateilnehmer von 1984, Rod Douglas. 1986 wurde er unter anderem mit Siegen gegen Mark Edwards und Johnny Melfah, Englischer Meister im Mittelgewicht.
Im Januar 1987 startete er seine Profikarriere und gewann seine ersten 22 Kämpfe in Folge durch Knockout, davon elf in der ersten Runde. Dabei schlug er mehrere nationale Meister und Titelträger, fünf Boxer erlitten sogar ihre erste Niederlage gegen ihn. Bereits am 20. April 1988 gewann er den Commonwealth-Meistertitel im Mittelgewicht und verteidigte ihn dreimal erfolgreich.
Am 21. Mai 1989 erlitt er die erste Niederlage seiner Profikarriere, als er nach spektakulärem Kampf dem dreifachen WM-Herausforderer Michael Watson durch technischen K. o. in der 6. Runde unterlag. In seinen nächsten drei Kämpfen, die er alle gewinnen konnte, gewann er erstmals auch nach Punkten. Am 29. April 1990 boxte er in Atlantic City um den Weltmeistertitel der WBO im Mittelgewicht gegen den US-Amerikaner Doug DeWitt (32 (Siege)-6 (Niederlagen)-4 (Unentschieden)). Benn gelang bereits in der 3. Runde ein Niederschlag, in Runde 8 musste DeWitt gleich dreimal zu Boden und verlor durch technischen K. o.
Am 18. August verteidigte er seinen Titel in Las Vegas gegen den US-Amerikaner Iran Barkley (25-6-0), ehemaliger WBC-Weltmeister im Mittelgewicht und späterer WBA- und IBF-Weltmeister im Supermittel- und Halbschwergewicht. Barkley galt trotz seiner durchwachsenen Kampfbilanz als ernstzunehmender Gegner, der mit K.-o.-Siegen gegen Thomas Hearns (45-2-0) und Darrin Van Horn (47-2-0) viel Aufsehen erregte. Benn gewann den Kampf jedoch bereits in der 1. Runde durch t.K.o., nachdem Barkley dreimal zu Boden gegangen war und vom Ringrichter aufgrund seiner Unterlegenheit aus dem Kampf genommen wurde.
Am 18. November 1990 kam es in Birmingham zur dritten Titelverteidigung gegen seinen ungeschlagenen Landsmann Chris Eubank (24-0-0). Benn landete mehrere Wirkungstreffer und hatte Eubank in der 8. Runde am Boden, wurde jedoch in Runde 9 vom Ringrichter aus dem Kampf genommen, nachdem er selbst schwere Kopftreffer hinnehmen musste. Für Benn wog diese Niederlage besonders schwer, da es im Vorfeld des Kampfes zwischen den beiden Boxern zu einer Feindschaft gekommen war.
Benn stieg anschließend ins Supermittelgewicht auf und schlug sechs potenzielle WM-Herausforderer, darunter den späteren, zweifachen WBC-Weltmeister Thulani Malinga aus Südafrika.
Aufgrund seiner bisherigen Leistungen erhielt er am 3. Oktober 1992 im italienischen Marino die Chance auf den Weltmeistertitel der WBC gegen den italienischen Titelträger Mauro Galvano (21-1-2). Benn gewann den Kampf durch t.K.o. in der 4. Runde, nachdem Galvano aufgrund von Cutverletzungen aus dem Kampf genommen wurde. In den folgenden Monaten verteidigte er den Titel in einem Rückkampf einstimmig gegen Mauro Galvano, sowie durch K. o. gegen Nicky Piper (16-1-1) und Lou Gent (22-8-2).
Am 9. Oktober 1993 kam es in Manchester zu einem Rückkampf mit dem noch immer ungeschlagenen Chris Eubank, der ebenfalls ins Supermittelgewicht aufgestiegen war und den WBO-Weltmeistertitel hielt. Diesmal endete der Kampf unentschieden, womit beide Boxer ihre Titel behielten. Benn verteidigte seinen Titel anschließend noch einstimmig nach Punkten gegen den ungeschlagenen, späteren Europameister Henry Wharton, sowie ebenfalls einstimmig nach Punkten gegen den Südamerikanischen Meister und vierfachen WM-Herausforderer Juan Carlos Giménez Ferreyra.
Am 25. Februar 1995 traf er in seiner 7. Titelverteidigung in London auf den ehemaligen WBO- und WBC-Weltmeister im Mittelgewicht, Gerald McClellan aus den USA, der gegen Benn seinen ersten Kampf im Supermittelgewicht bestritt. McClellan hatte 31 seiner 33 bisherigen Profikämpfe gewonnen, davon 29 durch K. o., wovon 20 bereits in der 1. Runde zu Stande kamen. Der Kampf ging als einer der spektakulärsten und härtesten Duelle in die Boxgeschichte ein.
McClellan suchte bereits zu Beginn des Kampfes den K. o. und trieb Benn durch pausenlose Schlagkombinationen in die Seile. In den ersten 40 Sekunden des Kampfes flog Benn durch sieben aufeinander folgende Kopf- und Körpertreffer aus dem Ring, konnte jedoch eine Sekunde bevor er ausgezählt worden wäre in diesen zurücksteigen. In den folgenden Runden lieferten sich beide Boxer einen anhaltenden Schlagabtausch, wobei beide mehrmals an den Rand eines Niederschlags kamen. In Runde 8 ging Benn erneut zu Boden und wurde angezählt, konnte jedoch erneut weiterboxen. In Runde 9 kam Benn nach einer fehlgeschlagenen Rechten aus dem Gleichgewicht und knallte mit seinem Kopf gegen die Stirn von McClellan. In Runde 10 kniete McClellan ohne getroffen worden zu sein einige Sekunden nieder, kam jedoch wieder auf die Beine. Doch kurze Zeit später kniete er erneut nieder und ließ sich vom Ringrichter auszählen. Er hatte bereits zuvor aufgrund von Atemproblemen mehrmals seinen Mundschutz nach vorne zwischen die Zähne geschoben und blinzelte unentwegt, was dem Ringrichter jedoch anscheinend nicht aufgefallen war. McClellan kollabierte anschließend in seiner Ecke und wurde ins Krankenhaus gebracht, wo ihm in einer Notoperation ein Blutgerinnsel aus dem Gehirn entfernt werden musste.
Auch Benn kollabierte noch in seiner Kabine und wurde in dasselbe Krankenhaus eingeliefert. McClellan lag elf Tage im Koma, erlitt zwei Schlaganfälle und einen Herzinfarkt. Er ist nahezu erblindet, zu 80 % taub und auf seinen Rollstuhl und die Pflege seiner Familie angewiesen. Zudem leidet er an massiven Erinnerungslücken. Benn entschuldigte sich für seine abfälligen Bemerkungen, die er noch im Ring gleich nach seinem Sieg über seinen Gegner äußerte, und übernahm einen großen Teil von dessen Behandlungskosten. Das Schicksal McClellans schien ihn sichtlich mitgenommen zu haben.
Er verteidigte zwar fünf Monate später seinen Titel durch t.K.o. in Runde 8 gegen den späteren WBC-Weltmeister Vincenzo Nardiello und am 2. September 1995 durch t.K.o in Runde 7 gegen Danny Perez, verlor jedoch anschließend drei Kämpfe in Folge und beendete seine Karriere. Zwei dieser Niederlagen erlitt er durch K. o. gegen den Iren Steve Collins, die dritte nach Punkten gegen Thulani Malinga, den er 1992 noch besiegt hatte.
2002 nahm er an der ersten Staffel der britischen Fernsehshow I’m a Celebrity…Get Me Out of Here! teil.

## Privates
Benn ist der Sohn von Einwanderern aus Barbados. Einer seiner Cousins ist der ehemalige Fußballspieler Paul Ince.
Er lebt gegenwärtig mit seiner Familie in Australien und ist als Priester tätig. Er bezeichnet sich selbst als wiedergeborener Christ.
2007 organisierte er eine Benefizveranstaltung für McClellan in London, wobei beide Boxer erstmals seit 12 Jahren wieder aufeinander trafen. Bei der von zahlreichen Boxern und weiteren bekannten Persönlichkeiten besuchten Veranstaltung kamen über 200.000 Dollar an Spenden zusammen.